# نموذج رياضي

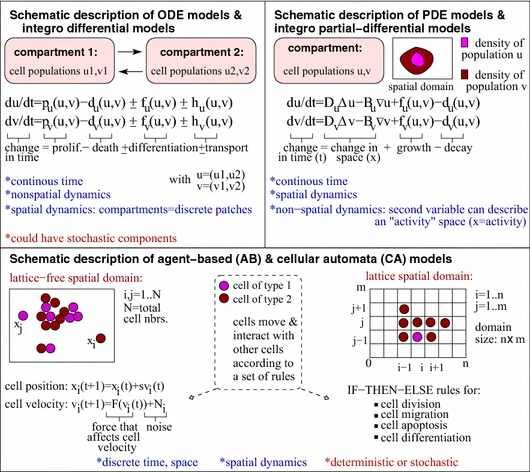

النمذجة الرياضية هو نموذج مجرد يستعمل اللغة الرياضية لوصف سلوك نظام ما. النماذج الرياضية مستعملة بشكل خاص في النظرية الحسابية في علم الحاسوب وعلوم الطبيعة وهندسة المجالات (مثل الفيزياء، علم الأحياء، والهندسة الكهربائية) وأيضاً في العلوم الاجتماعية (مثل الاقتصاد وعلم الاجتماع وعلم السياسة)؛ الفيزيائيون، المهندسون، علماء الحاسوب، والاقتصاديون يستعملون النماذج الرياضية على نطاق واسع جدا.

## أمثلة
من علم الحاسوب ونظريته النظرية الحسابية آلة الحالات المحدودة ومثال عليها أتمتة محدودة قطعية
خطي مقابل غير الخطية : إذا كان كل المشغلين في نموذج الرياضية المعرض الخطي، يتم تعريف النموذج الرياضي الناتج كما الخطية. ويعتبر نموذج لتكون غير الخطية خلاف ذلك. تعريف الخطي واستقامة يعتمد على السياق، وربما النماذج الخطية تعبيرات غير الخطية في نفوسهم. على سبيل المثال، في نموذج الخطي الإحصائي، فمن المفترض أن العلاقة الخطية في المعلمات، ولكنه قد يكون غير الخطية في متغيرات توقع. وبالمثل، قال المعادلة التفاضلية أن تكون خطية إذا كان يمكن أن تكون مكتوبة مع مشغلي التفاضلية الخطية، ولكنه لا يزال لدينا تعبيرات غير الخطية في ذلك. في نموذج البرمجة الرياضية، إذا كان يتم تمثيل وظائف موضوعية والقيود بالكامل من المعادلات الخطية، ثم يعتبر هذا النموذج بوصفه نموذجا الخطية. إذا كان يتم تمثيل واحد أو أكثر من الوظائف موضوعية أو قيود مع معادلة غير الخطية، ثم يعرف هذا النموذج بوصفه نموذجا غير الخطية.
استقامة، وحتى في أنظمة بسيطة إلى حد ما، وغالبا ما يترافق مع ظواهر مثل الفوضى وعدم الرجوع. على الرغم من أن هناك استثناءات، والنظم غير الخطية ونماذج تميل إلى أن تكون أكثر صعوبة لدراسة من تلك الخطية. وهناك نهج مشترك لمشاكل غير الخطية هي الخطية، ولكن هذا يمكن أن يكون مشكلة إذا واحد هو محاولة لدراسة الجوانب مثل عدم الرجوع، والتي ترتبط بقوة على استقامة.
ثابتة مقابل دينامية: حسابات نموذج ديناميكي للتغيرات التي تعتمد على الوقت في حالة النظام، في حين أن نموذج ثابت (أو الحالة المستقرة ) يحسب النظام في حالة توازن، وبالتالي الوقت هو وقت ثابتة. نماذج ديناميكية وعادة ما تكون ممثلة المعادلات التفاضلية.
مقابل صريحة ضمنية: إذا كان كل من معلمات الإدخال من طراز العام معروفة، ويمكن حساب معلمات الإخراج من خلال سلسلة محدودة من الحسابات المعروفة باسم ( البرمجة الخطية، وينبغي عدم الخلط بينه وبين الخطي كما هو موضح أعلاه)، ونموذج ويقال أن تكون صريحة. ولكن في بعض الأحيان من معلمات الإخراج التي تعرف، ويجب ان تحل المدخلات المقابلة ل من قبل إجراء متكررة، مثل طريقة نيوتن (إذا كان النموذج هو الخطية) أو طريقة برويدن (بالإنجليزية: Broyden) (إذا غير الخطية). على سبيل المثال، محرك نفاث في الخصائص الفيزيائية مثل التوربينات وفوهة المناطق الحلق يمكن صراحة تحسب إعطاء دورة تصميم الحرارية (معدلات الهواء و تدفق الوقود والضغوط و درجات الحرارة) في حالة الطيران و قوة إعداد محدد، ولكن دورات التشغيل المحرك في ظروف الطيران الأخرى، وإعدادات الطاقة لا يمكن حساب صراحة من الخصائص الفيزيائية ثابتة.
منفصلة مقابل المستمر: نموذج منفصل يعامل الأشياء كما منفصلة، مثل الجزيئات في نموذج الجزيئي أو دول في نموذج إحصائي. في حين يمثل نموذجا المستمر الكائنات بطريقة مستمرة، مثل مجال سرعة السائل في التدفقات الأنابيب، ودرجات الحرارة والضغوط في حقل الصلبة، والكهربائية التي تنطبق بشكل مستمر على نموذج كامل بسبب تهمة نقطة.
القطعية مقابل الاحتمالي ( مؤشر ستوكاستيك ) : نموذج القطعية هو الذي يتم تحديد كل مجموعة من الدول متغيرة بشكل فريد من قبل المعلمات في النموذج ومجموعات من الدول السابقة من هذه المتغيرات. لذلك، ونماذج حتمية تنفيذ نفس الطريق ل مجموعة معينة من الظروف الأولية. على العكس من ذلك، في نموذج عشوائي، عشوائية هو الحاضر، وليس موصوفة الدول متغيرة من القيم فريدة من نوعها، ولكن بدلا من التوزيعات الاحتمالية.
```
استنتاجي، الاستقرائي، أو العائمة: نموذج استنتاجي هو بنية منطقية واستنادا إلى نظرية. ينشأ نموذج الاستقرائي من النتائج التجريبية وتعميم منها. يرتكز هذا النموذج لا تطفو على نظرية ولا مراقبة، ولكن هو مجرد الاحتجاج هيكل المتوقع. وقد انتقد تطبيق الرياضيات في العلوم الاجتماعية خارج الاقتصاد لنماذج أساس لها من الصحة. وقد تميزت تطبيق نظرية الكارثة في العلوم كنموذج العائمة.
```